# Казе (Изернија)
Казе је насеље у Италији у округу Изернија, региону Молизе.
Према процени из 2011. у насељу је живело 61 становника. Насеље се налази на надморској висини од 560 м.